# 山形大学附属特別支援学校
山形大学附属特別支援学校（やまがただいがくふぞくとくべつしえんがっこう）は、山形県山形市飯田西三丁目にある国立特別支援学校である。山形大学の附属特別支援学校である。
山形県内では唯一の国立特別支援学校である。

## 設置課程
- 小学部
- 中学部
- 高等部

## 所在地
- 山形県山形市飯田西3丁目2-55

## 沿革
- 1968年4月1日 - 山形大学教育学部附属小学校に特殊学級開設
- 1970年4月1日 - 山形大学教育学部附属中学校に特殊学級開設
- 1974年4月1日 - 山形大学教育学部附属養護学校開校
- 1975年4月1日 - 高等部設置
- 2004年4月1日 - 国立大学法人山形大学教育学部附属養護学校に改称
- 2005年4月1日 - 国立大学法人山形大学附属養護学校に改称
- 2007年4月1日 - 現校名に改称